# Haus Kaiserstraße 40 (Heilbronn)

Haus Kaiserstraße 40 (rechts, 1909)

Das  Haus Kaiserstraße 40  in der Kaiserstraße in Heilbronn war ein nach Plänen des Architekten Heinrich Stroh im Jahre 1897 erbauter Neobarock-Bau. Es war ein Beispiel für den „pompösen, aufwändigen Stil der sogenannten Gründerjahre um die Jahrhundertwende in Heilbronn.“ Es befand sich an einem der markantesten Standorte der Heilbronner Innenstadt, und zwar am damaligen Straßenbahnknotenpunkt am Kiliansplatz, und wurde daher oft abgebildet. Das Haus wurde beim Luftangriff vom 4. Dezember 1944 zerstört. 1986 entstand an seiner Stelle das Kilians-Café nach Plänen des Stadtplaners und Architekten Michael Trieb.

## Beschreibung

### Vorkriegsbau
Das Geschäftshaus gehörte der Familie des Adolph Grünwald, einer der bekanntesten Familien Heilbronns jüdischen Glaubens. Das Haus wurde nach Plänen des Architekten Heinrich Stroh errichtet, der auch die Entwürfe für das Haus Wilhelmstraße 68 (1898) und die Wohn- und Geschäftshäuser in der Olgastraße 50 und 54 (1902/03) lieferte.
Das Gebäude war im Stil des Neobarock, vereinzelt mit klassizistischen Elementen gestaltet worden. „Pompös“ zeigte sich die Gliederung der Beletage und des 2. Obergeschosses durch eine Kolossalordnung. Die Fenster im ersten Stock waren im Jugendstil gehalten.
Das Haus zählte zu den „drei Säulen des Kiliansplatzes“, weil das 1897 erbaute Haus Turmaufbauten hatte, die mit den Türmchen der beiden gegenüberstehenden Häusern 23 1/2 und 25 korrespondieren sollten.

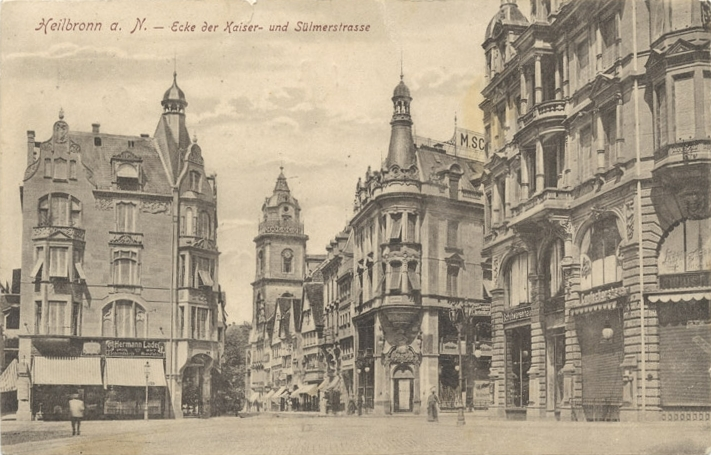
Kaiserstraße 23 und 25 sowie Kiliansplatz 1 um 1908
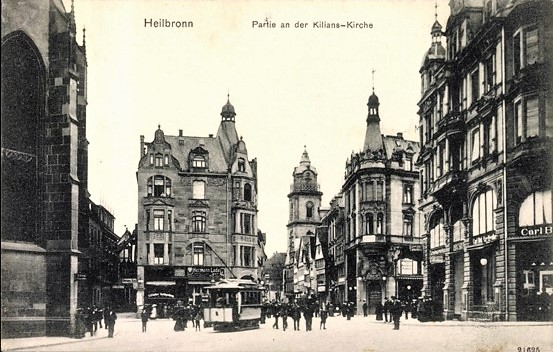
Der Kiliansplatz 1907
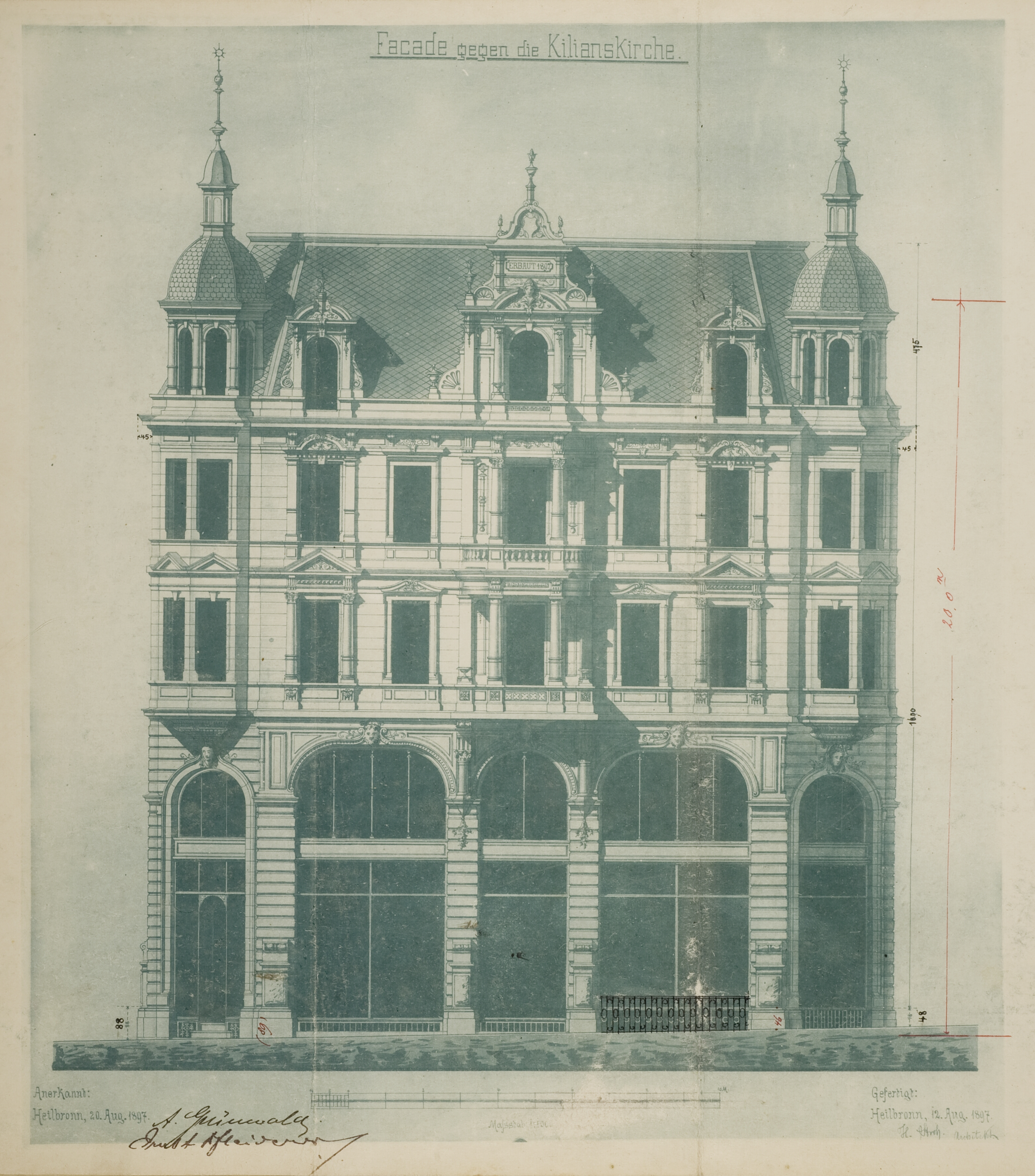
Kaiserstraße 40 in Heilbronn. Erbaut 1898 für Adolf Grünwald und Ernst Pfleiderer nach Entwürfen des Architekten Heinrich Stroh, Hauptfassade zum Kiliansplatz.
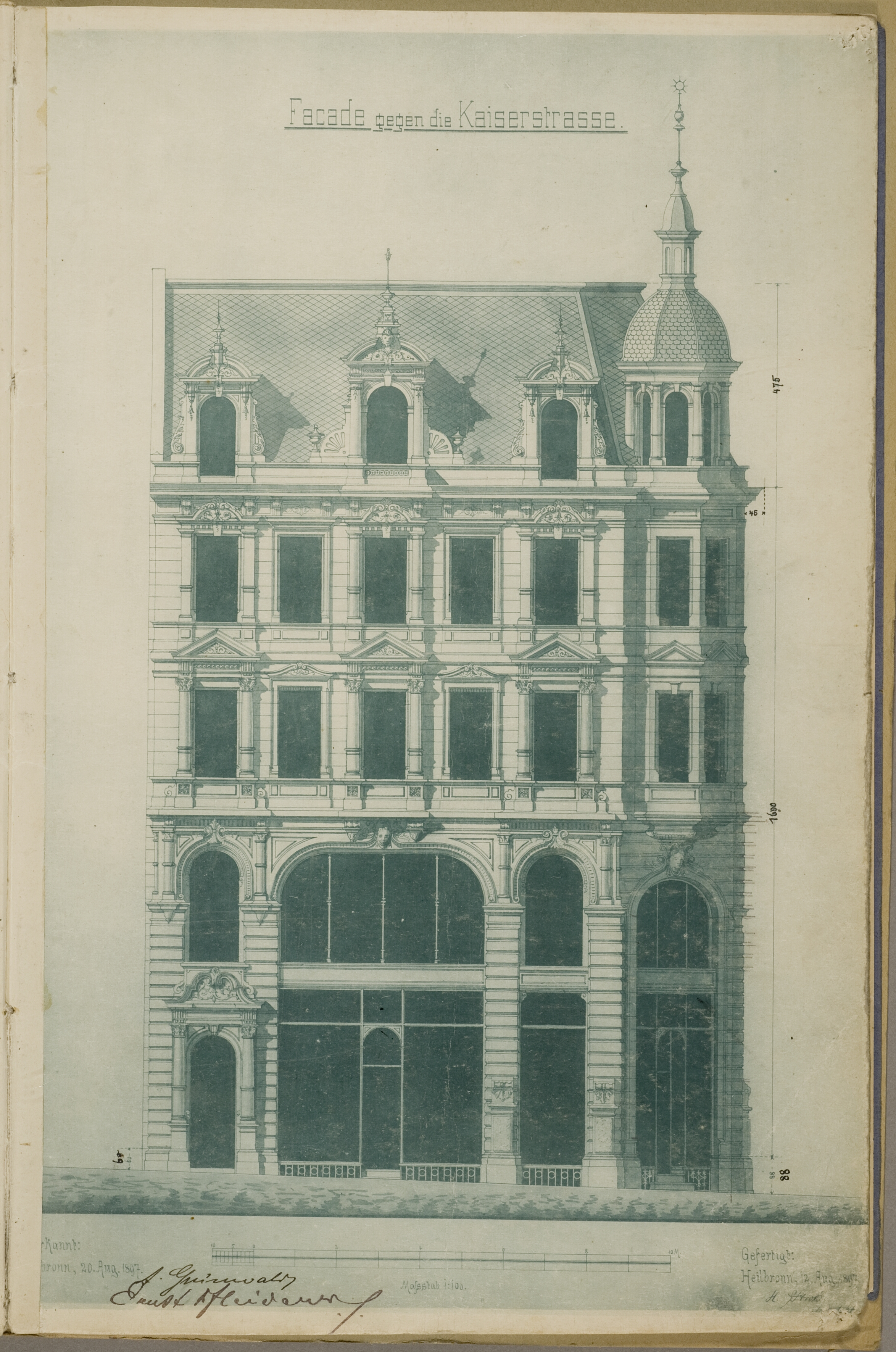
Kaiserstraße 40 in Heilbronn, Seitenansicht zur Kaiserstraße.

Die späteren Besitzer Reinhold Jooß und Albert Sichler veranlassten Umgestaltungen. Jooß ließ Veränderungen an den Schaufenstern vornehmen, an deren Ausgestaltung der Kunstschmied August Stotz mitwirkte. Sichler ließ die Ladenräumlichkeiten verändern. Am 2. November 1909 eröffnete in der Kaiserstraße 40 mit dem Viktoria-Cinematographen eines der ersten Kinos in Heilbronn, das jedoch nur bis 1913 bestand. Bis 1931 befand sich in dem Haus Spiers Schuhwarengeschäft, danach zog es in die Kaiserstraße 6 um. Im frühen 20. Jahrhundert befanden sich in diesem Haus zeitweilig auch die Kunsthandlung Carl Bek, das Uhrenhaus Julius Asch sowie in einem der oberen Stockwerke der Herrenschneider Eugen Möhle. 1931 residierte die Firma A. Gummersheimer, Herren- und Damenkonfektion sowie Webwaren in der Kaiserstraße 40 und 42. A. Gummersheimer war zeitweise auch in der Lohtorstraße 32 ansässig gewesen. Bis 1944 befand sich in dem Gebäude auch das Blumenhaus Max Bräunling.

### Nachkriegsbau

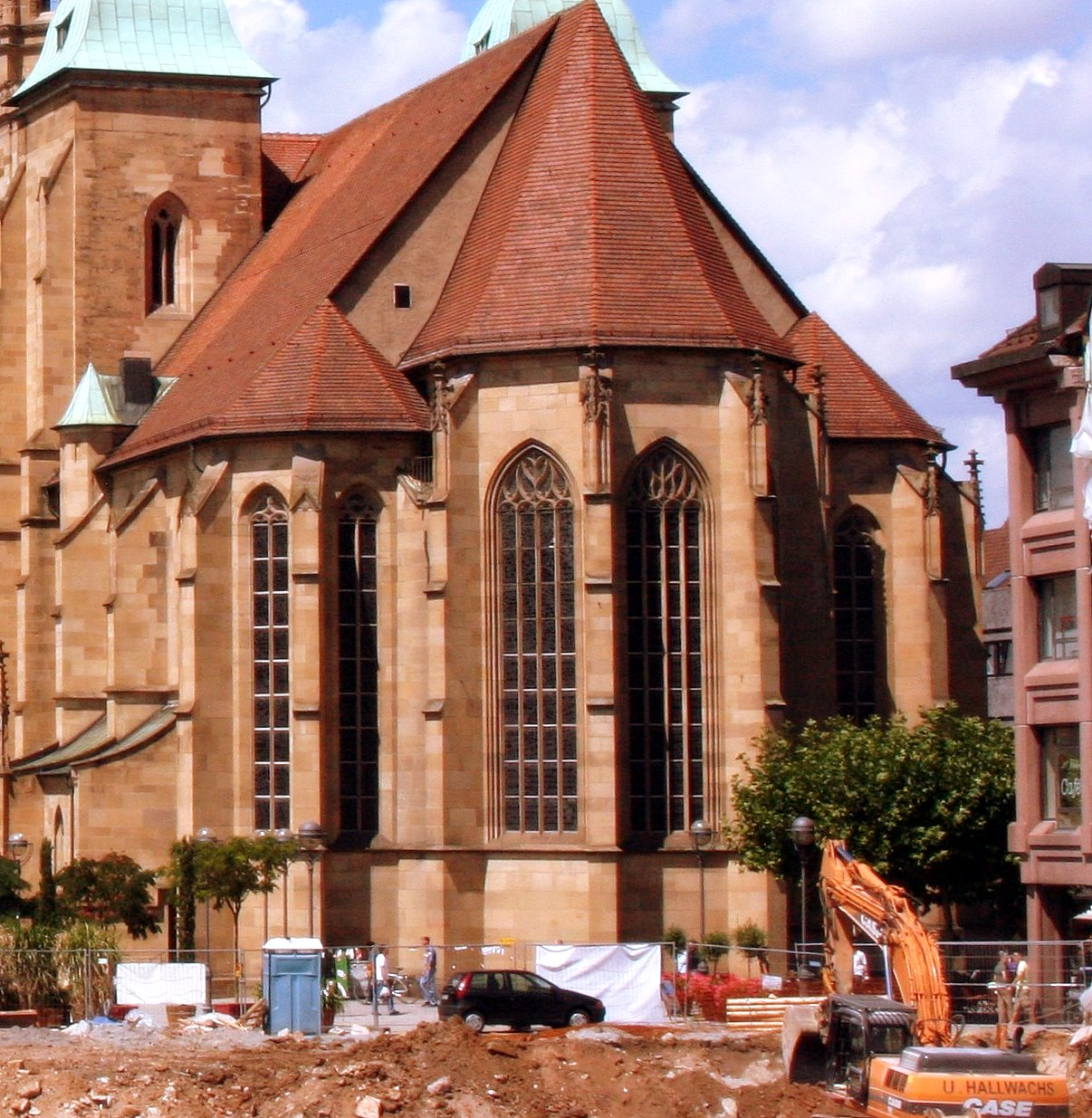
Chor der Kilianskirche, rechts das „Kilians-Café“

In der Nachkriegszeit ließ Reinhold Jooß das zerstörte Gebäude zunächst durch einen einstöckigen Laden ersetzen. Projekte der späteren Besitzer Hans und Lina Bergdoll zu einem Vollaufbau nach Plänen von Kurt Marohn wurden nicht genehmigt.
Nach Plänen des Stuttgarter Stadtplaners und Architekten Michael Trieb entstand 1986 schließlich das heutige Gebäude des „Kilianscafés“.